# Manuel Noriega
Manuel Noriega, född 11 februari 1934 i Panama City (men födelseåret 1938 användes tidvis officiellt), död 29 maj 2017 i Panama City, var en panamansk general och var Panamas de facto ”starke man” 1983–1989. Under denna tid styrde han landet ”bakom kulisserna” och kontrollerade de officiella presidenterna.
Noriega föddes i en fattig familj med ursprung i Colombia, utbildades på en av de bästa skolorna i Panama och fick ett stipendium till Chorrillos militärskola i Lima, Peru. Efter att ha återkommit till Panama blev han fänrik i Nationalgardet och stationerades i Colón. 
Noriega hade fram till 1980-talet goda förbindelser med USA och rekryterades redan i sin ungdom, när han studerade i Peru, som CIA-informatör. Panama var vid denna tid ett viktigt område för USA, efter att amerikanerna förlorat tillgång till Kuba, senare även som bas för stöd till Contras i Nicaragua. Noriega stödde general Omar Torrijos och dennes militärkupp som avlägsnade Arnulfo Arias från makten, och var betydelsefull i att avvärja en senare kupp mot Torrijos. Han nådde positionen som chef för den militära underrättelsetjänsten. 1983 blev han chef för Nationalgardet och slog ihop de väpnade styrkorna till en organisation med honom själv som chef. USA blev dock alltmer misstänksamt inställt till Noriega under 1980-talet eftersom han var inblandad i alltmer repressivt styre inom landet, erbjöd sina tjänster även till andra än USA, och var inblandad i narkotikahandel. Motsättningarna kom i dagen när Noriega 1988 åtalades i en federal domstol i USA för narkotikasmuggling, och anklagades för att stå bakom valfusk i valet 1989.
USA invaderade Panama med trupper för att avsätta honom den 20 december 1989. Då flydde Noriega till Vatikanens ambassad i Panama City där han efter ett par veckor gav upp och överlämnade sig till amerikanerna den 3 januari 1990. Han fördes då till Miami i USA där han fängslades i avvaktan på rättegång. Den 16 september 1992 dömdes han till 40 (senare reducerat till 30) års fängelse för bland annat narkotikahandel och pengatvätt. Straffet avtjänade Noriega i ett federalt fängelse i Florida, USA fram till 2007 då han placerades i häkte i väntan på utlämningsansökan från Frankrike och Panama. Den 27 april 2010 utlämnades han till Frankrike baserat på anklagelser om pengatvätt och dömdes i juli samma år till 7 års fängelse. Noriega avtjänade sitt straff i Santéfängelset. I december 2011 överlämnades han av de franska myndigheterna till hemlandet Panama där ytterligare rättsliga påföljder väntade.
2017 opererades Noriega för en godartad hjärntumör. Operationen ledde senare till komplikationer och han avled 29 maj 2017.
Noriega var även känd som "gamle ananasansiktet" ("old pineapple face") på grund av sitt koppärriga ansikte.

## Utmärkelser
- Kommendör av Franska Hederslegionen, 22 januari 1987.[8]